# Пленюк Микола Іванович
Микола Іванович Пленюк (псевдо: «Буковинець», «Геник», «Партизан»; 1923, с. Тисменичани, Станиславівський повіт, Станиславівське воєводство, нині — Надвірнянський район, Івано-Франківська область — 24 липня 1949, с. Нова Гута, Станіславський район, нині — Тисменицький район, Івано-Франківська область) — український військовик, хорунжий УПА, командир сотні 73 «Лебеді» куреня «Дзвони» в ТВ-22 «Чорний ліс», провідник Лисецького районного проводу ОУН.

## Життєпис
Народився в с. Тисменичани Надвірнянського району. Навчався в Станиславівській торговельній школі. Член Пласту та ОУН
З липня 1943 р. в УНС. Надалі — ройовий, чотовий. У квітні 1945 р. призначений командиром сотні «Лебеді». 
Наказом ГВШ УПА ч. 3/45 від 10 жовтня 1945 р. підвищений до звання старшого булавного з дня наказу. 
У 1947—1949 рр. — провідник Лисецького районного проводу ОУН. Наказом ГВШ УПА ч. 1/48 від 12 червня 1948 р. підвищений до звання хорунжого з дня 14 жовтня 1947 р. 
Загинув у с. Нова Гута.